# 크로아티아 야구 국가대표팀
크로아티아 야구 국가 대표팀은 국제 경기에 크로아티아를 대표하여 참가하는 야구 국가대표팀이다. 유럽 야구 연맹에 소속되어 있다. 2009년 야구 월드컵에 첫 출전하였다.

## 역대 국제 대회 성적

### 야구 월드컵
- 2009 - 18위

### 유럽 야구 선수권 대회
- 1999 : 11위
- 2001 : 8위
- 2003 : 10위
- 2005 : 12위
- 2007 : 8위
- 2010 : 11위
- 2012 : 10위
- 2014 : 12위
- 2016 : 10위